# Tienhonderdpolder
De Tienhonderdpolder is een polder ten noordoosten van Cadzand, behorende tot de Polders van Cadzand, Zuidzande en Nieuwvliet.
De polder werd, na de stormvloed van 1375, herdijkt in 1402. Ze had oorspronkelijk een oppervlakte van ongeveer 1000 gemet, ofwel 430 ha. De polder werd herhaaldelijk overstroomd, in 1623 volgde een herdijking en na de stormvloed van 1682 diende de polder eveneens opnieuw bedijkt te worden. Ze was toen nog 223 ha groot, het overige deel ging verloren.
Op de schorren die voor de kust nog aanwezig waren stoven uiteindelijk duinen op, die als een natuurlijke zeewering dienst gingen doen. Dit werd later de Vlamingspolder genoemd.
De polder wordt begrensd door de Tienhonderdsedijk, de Zwartepolderweg, de Strijdersdijk en de Ringdijk-Noord. Een klein deel van de polder is in beslag genomen door recreatieterreinen.
Tijdens de watersnood van 1953 was er een dijkdoorbraak in de Herdijkte Zwarte Polder, en kwam ook de Tienhonderdpolder dras te staan.